# Khuy

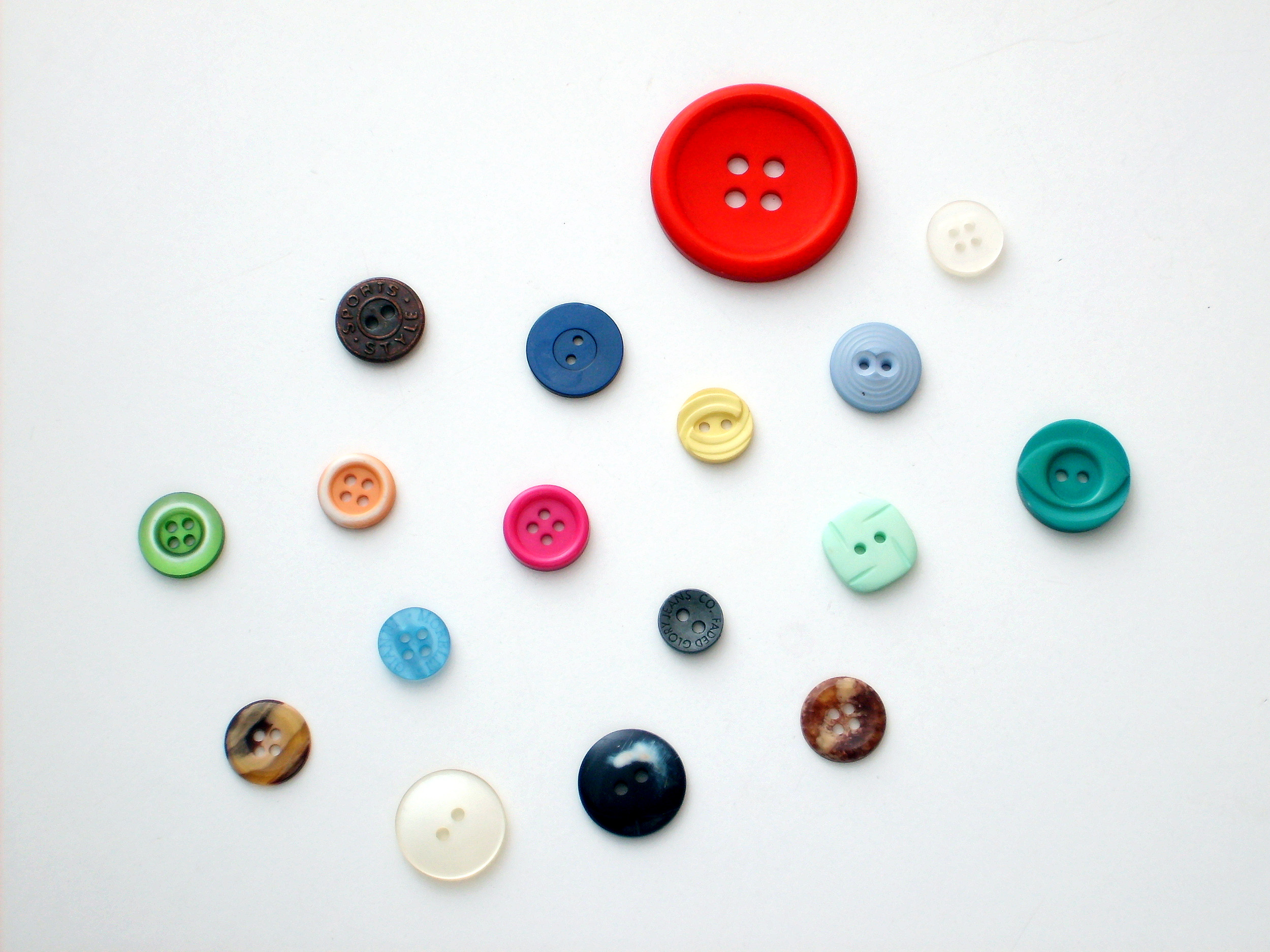
Nhiều cỡ khuy tròn, đủ màu sắc và vật liệu cấu tạo

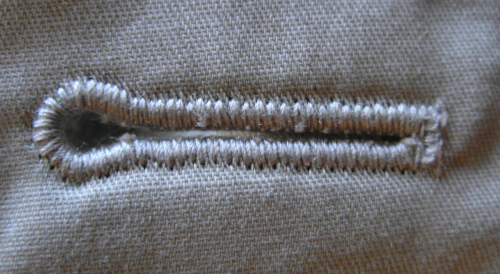
Khuyết trên vải để luồn khuy vào

Khuy hay quy, cúc, nút là một sáng chế của con người đề gài quần, áo hoặc các trang phục, phụ kiện khác. Khuy giúp giữ hai thầnh phần đính lại với nhau ở một vị trí nhất định.
Khuy ngày nay thường làm bằng plastic. Trước thế kỷ 20, vật liệu làm khuy có thể là gỗ, sừng, vỏ ốc và kim loại. Phần vật liệu cứng được luồn qua một lỗ khoét trên mảnh vải, tức khuyết, hay một lọn dây buộc khuy. Những loại khuy gài mới hơn còn dùng đến nam châm, khóa kéo, và velcro.
Ngoài quần áo, khuy còn đừng dùng để giữ túi, ví và các loại xách tay không bị hở. Khuy cúc cũng được đính vào trang phục như một loại trang trí.